# Євішовицька культура
Євішовицька культура (нім. Mögling-Zöbling - назва культури в Австрії) - археологічна культура пізньої мідної доби.
Названа за моравською місцевістю Старий Замек у Євішовице округу Зноймо.

## Дослідження
Ярослав Палліарді (1861–1922) та Франтішек Вілдомец (1878-1975) проводили розкопки пам’ятки Старий Замек біля Євішовця у 1906-1915 роках. Паллярді виділив три культурних шари:
- C2 - культури лійчастого посуду,
- C1 - культури канюльованої кераміки (баденська),
- B - євішовицької культури.

Проте, початково, Паллярді помилково визначив шар В належним до культури шнурової кераміки.
У 1925 році О. Менгін звернув увагу на відмінності кераміки шару В з шнуровою керамікою. Спочатку він назвав її Євішовицькою керамікою. Згодом була визначена окрема євішовицька культура.
Іншим дослідником культури був Ярослав Бьом (1901–1962) та Ганна Медунова-Бенєшова.

## Поширення
Центр культури знаходиться у Південноморавському краї та окрузі Брно тощо. На заході поселення культури не обмежуються Чесько-Моравською верховиною. На півночі - у Босковицькому рів до Світавки у окрузі Бланско. Знахідки євішовицької культури у Цереквіце-над-Лоучною у окрузі Світави Пардубицького краю вказують на проникнення культури на північ у Східну Чехію. На півдні культура простягається у Нижню Австрію. На сході євішовицька культура сягає за річку Мораву у її водосточищі.

## Виникнення
Євішовицька культура виникла на місцевій культурі канюльованої кераміки (баденська культура) із значним південно-східним впливом вучедольсько-люблянської культурно-історичної спільноти.

## Періодизація
- доєвішовицька культура (Грешлова Мита у окрузі Зноймо)
- рання євішовицька культура (Височан у сучасному міському районі №9 Праги) (zastoupená nálezy z Vysočan)
- пізня євішовицька культура (Стари Замек біля Євішовиці у окрузі Зноймо, шар В)

## Поселення
Відомі горішні та дольні поселення.
Дольні поселення були у придатних для землеробства долинах та схилах. Відомі поселення на терені сучасного міста Брно: Старий Лісковець, Новий Лісковець, Лішень, Фучікова вулиця та у передмісті Брно в Остоповіце.
Горішні поселення побудовані у важкодоступних місцях з крутими схилами. Горішні городища значно менші за площею за дольні поселення. Проте вони не ще мали справжньої фортифікації навкруги себе. Горішні поселення євішовицької культури стоять на шарах городищ ранньої та середньої мідної доби. Горішні городища були забудовані прямокутними мазаними хатами 6,5х5 метрів з каркасною конструкцією, що обплетена й обмазана глиною. Відомі горішні поселення:  Старий Замек у Євішовиць, Грешлове Мито та Височани.

## Поховання
Відсутні будь-які знахідки у похованнях.

## Гончарство
Розвинене гончарство.
- Глеки мало вигнутого профілюю оздоблені покраях пластичною стрічкою перериваєму наколками. Також можуть бути додані пупки, пластична зебра, відбитки соломи на поверхні, вушко.
- Циліндричні глеки з іноді гладко вигнутим горлом,
- виразні цибулиноподібні глеки з майже циліндричним краєм,
- широкі глеки зі спокійно вигнутим широким горлом та облогим конічним тілом,
- глеки двоконічні зі спокійно вигнутою горішньою частиною
- глеки яйцеподібні,
- широкі стволоподібний глек,
- чашоподібні глеки,
- амфори,
- миски,
- дзьобоподібні глеки,
- особливі, унікальні творіння.